# Ferdinand Dewers
Ferdinand Dewers (* 1889; † 1961) war ein deutscher Botaniker und Geologe.
Während seines Studiums wurde er 1908 Mitglied der Freiburger Burschenschaft Alemannia.
Dewers wurde 1913 in Botanik an der Universität Straßburg promoviert (Untersuchungen über die Verteilung der geotropischen Sensibilität an Wurzeln und Keimsprossen). Er war seit 1920 Gymnasiallehrer in Bremen (Studienrat und später Studiendirektor) und geologischer Heimatforscher für Niedersachsen. Im Zweiten Weltkrieg diente er als Wehrgeologe. Als Geologe befasste er sich besonders mit dem Dümmer und den ihn umgebenden Endmoränen und mit Flugsandbildung in Niedersachsen.
Er war die treibende Kraft bei der Gründung der Arbeitsgemeinschaft norddeutscher Geologen (damals nordwestdeutscher Geologen) 1927.

## Schriften
- mit Karl Gripp, Fritz Overbeck Das Känozoikum in Niedersachsen (Tertiär, Diluvium, Alluvium und Moore), Geologie und Lagerstätten Niedersachsens Band 3, Schriftenreihe der Wirtschaftswiss. Ges. zum Studium Niedersachsens, Stalling Verlag, Oldenburg 1941 (von Dewers Diluvium und Alluvium), 2. Auflage Bremen-Horn 1950